# Monstrograph
Monstrograph est une maison d'édition associative française fondée par les écrivains Martin Page et Coline Pierré, dont les statuts ont été déposés le 28 mai 2018. Autodiffusée, elle se définit comme « un laboratoire, une manière de tester des idées à petit tirage et à moindres frais, tenter de faire publier des textes qui auraient du mal à trouver leur place chez les éditeurs ». Monstrograph s'intéresse plus particulièrement aux « livres bizarres, impubliables ailleurs ou refusés partout ».
De 2015 à 2022, la maison d'édition a fait paraître dix-sept livres au sein de trois collections. « Homemade books » propose des livres excentriques, écrits et dessinés à la main dans un même élan, « Bootleg » est une collection d'essais courts et intimes, sur des sujets ayant trait au féminisme, à la sexualité, au handicap, à la littérature, etc., et « Minute Papillon » est une série de livres collectifs qui questionnent les conditions de vie et de travail des artistes contemporain·es.
La maison d'édition a fermé ses portes le 13 novembre 2022 et a rendu accessible gratuitement en numérique tous ses livres encore au catalogue.

## Publications

### Essais
- De la pluie, Martin Page, 2015 - Précédente édition : Ramsay, 2007
- Éloge des fins heureuses, Coline Pierré, 2018[5] - Nouvelle édition : Éditions Daronnes, 2023
- Au-delà de la pénétration, Martin Page, 2019 - Nouvelle édition : Éditions Attila, 2020
- Moi les hommes, je les déteste, Pauline Harmange, 2020 - Nouvelle édition : Éditions du Seuil, 2020
- Poétique réjouissante du lubrifiant, Lou Sarabadzic, 2021 - Nouvelle éditions sous le titre Éloge poétique du lubrifiant : Le Nouvel Attila, 2021
- Nos existences handies, Zig Blanquer, 2022

### Livres collectifs
- Les artistes ont-ils vraiment besoin de manger ?, collectif, 2018[6]
- Les artistes habitent-ils quelque part ?, collectif, 2021[7]
- Les artistes peuvent-iels tout dire ?, édité par Guillaume Nail, collectif, 2022[8]
- Les artistes ont-iels un corps ?, collectif, 2022[9]

### Poésie
- 24 putain de poèmes de Noël, Martin Page, 2021

### Livres écrits et dessinés à la main
- Tu vas rater ta vie et personne ne t'aimera jamais, Martin Page, 2015
- N'essayez pas de changer : le monde restera toujours votre ennemi, Martin Page et Coline Pierré, 2015
- Petite encyclopédie des introvertis, Coline Pierré, 2016 - Nouvelle édition sous le titre Introverti·es mode d'emploi (illustré par Loïc Froissart) : Éditions du Rouergue jeunesse, 2021

### En anglais
- You'll mess up your life and no one will ever love you, Martin Page, 2015
- If diseases were desserts, Martin Page, 2016
- 16 ways to get a boner, Martin Page, 2016

## Accessibilité
La maison d'édition utilise l'écriture inclusive et proposait des livres gratuits à ou à petit prix pour les personnes en situation de précarité. Ceux-ci sont toujours disponibles gratuitement en version numérique. Plusieurs de ses titres sont également écoutables gratuitement en version audio.

## Polémique
En 2020, Monstrograph se retrouve sous le feu des projecteurs après avoir reçu des menaces de poursuites pénales de la part d'un fonctionnaire du ministère de l'Égalité entre les femmes et les hommes après la publication de Moi les hommes, je les déteste, de Pauline Harmange. En résulte un effet Streisand, qui conduit le livre à être vendu (en préventes) à 2500 exemplaires en deux semaines : les éditions du Seuil rachètent les droits sur le livre pour le republier en octobre 2020. Depuis, les droits de traduction du livre ont été vendus pour 17 langues.